# Религия на Месопотамия
Религия на Месопотамия е политеистичната религиозна система на древна Месопотамия, възникнала през IV хилядолетие пр.н.е. Месопотамската религиозна традиция е ориентирана към земния живот и блага и не познава идеята за задгробен живот и възмездие.
Последователи на тази религия са първоначално шумерите, а след това и завладелите региона източносемитски народи - акадци, асирийци, вавилонци, халдеи. През I-III век традиционната месопотамска религия започва да губи значението си, измествана от християнството, манихейството и гностицизма, а след това и от исляма. Изолирани общности, придържащи се към нея, съществуват до X век.
В резултат на контактите в Близкия изток и Вавилонския плен, месопотамската религия оказва влияние върху Библията и юдаизма.